# شركة القدس للمستحضرات الطبية
شركة القدس للمستحضرات الطبية (بالإنجليزية: Jerusalem Pharmaceuticals Co.) هي شركة فلسطينية متخصصة في صناعة الأدوية والمستحضرات الطبية والتجميلية، تأسست عام 1969 في مدينة البيرة، وتُعد من الشركات الرائدة في قطاع الصناعات الدوائية الفلسطينية، حيث تعمل على تصنيع وتسويق وتصدير منتجاتها إلى العديد من الدول في الشرق الأوسط وشمال أفريقيا.

## تاريخ الشركة
تأسست شركة القدس للمستحضرات الطبية عام 1969، وسرعان ما أصبحت من الشركات الفلسطينية الرائدة في مجال الصناعات الدوائية، محققةً انتشارًا واسعًا في الأسواق المحلية والدولية. ويقع مقرها الرئيسي في مدينة البيرة بمحافظة رام الله والبيرة.

## المنتجات والخدمات
تنتج الشركة مجموعة متنوعة من المنتجات الطبية التي تشمل:
- الأدوية العامة
- المستحضرات الصيدلانية
- مستحضرات التجميل والعناية بالبشرة[3]

## الشراكات والتعاون الأكاديمي
ترتبط شركة القدس للمستحضرات الطبية بشراكات تعاون أكاديمية وصناعية متعددة، من أبرزها التعاون مع الجامعات الفلسطينية مثل جامعة النجاح الوطنية، وجامعة بيرزيت، وجامعة بوليتكنك فلسطين، والجامعة العربية الأمريكية، لتعزيز البحث العلمي وتطوير المنتجات.

## المسؤولية الاجتماعية
تشارك شركة القدس للمستحضرات الطبية في أنشطة المسؤولية الاجتماعية التي تتضمن دعم المبادرات الصحية والتوعوية والمشاركة في الحملات الطبية المجانية والتثقيف الصحي.

## حضور دولي
تمتلك الشركة حضورًا دوليًا من خلال تصدير منتجاتها إلى عدة أسواق في العالم العربي ومنطقة شمال إفريقيا، حيث تحظى منتجاتها بالقبول والانتشار في هذه الأسواق.

## وصلات خارجية
- الموقع الرسمي لشركة القدس للمستحضرات الطبية
- صفحة الشركة على فيسبوك